# Iara Solano Arana
Iara Solano Arana (Vitoria, 1985) es una creadora e investigadora escénica, licenciada en Artes Escénicas y con máster en Práctica Escénica y Cultura Visual.

## Biografía
Estudió Artes Escénicas en la Universidad Rose Bruford College (Reino Unido) e hizo el Máster Práctica Escénica y Cultura Visual de la Universidad de Castilla-La Mancha con el Museo Reina Sofía de Madrid.

### Sleepwalk Collective
En 2006 fundó en Londres, junto con Sammy Metcalfe (Reino Unido) y Malla Sofia Pessi (Finlandia), la compañía internacional de arte en vivo y teatro experimental Sleepwalk Collective, que crea trabajos originales para espacios alternativos y numerosas piezas para teatros. Han recorrido cuatro continentes, pasando por países como Canadá, Australia, Alemania, Francia, Portugal, Holanda, Austria, Kosovo, Bosnia-Herzegovina, Cuba, Brasil, Polonia, o México y han recibido cuatro premios internacionales. Dos de ellos han sido otorgados a Iara como Mejor Actriz en el BE Festival de Birmingham y Mejor Actriz en el Skena Up Festival de Kosovo por su As The Flames Rose We Danced To The Sirens, The Sirens.
La compañía fue nominada para los premios OFF West End de Londres por su obra Kourtney Kardashian en 2019, por la innovación escénica, y finalista con Psychodrama en 2022, obra realizada en colaboración con Christopher Brett Bailey y en coproducción con el Centro Cultural Conde-Duque.

### Otros proyectos y actividad artística
Paralelamente trabaja en la gestión cultural, comisariado y otras actividades de carácter formativo. Apoya y colabora con proyectos de jóvenes artistas, por lo que el Ayuntamiento de Vitoria le otorgó en 2019 el Premio a las Buenas Prácticas en creación y juventud.
Iara, en su obra como artista independiente, realiza dispositivos relacionales que pone al espectador como integrante en una pieza y rompe los formatos tradicionales. Así, en 2013 crea una serie de piezas relacionadas e interactivas (Pandora Invite), para el Centro Cultural Montehermoso y en 2016 Party, pieza de inmersión en la danza de Beaches donde participa el público y que fue realizada en colaboración con Daniela Pérez.
Además es miembro fundacional del colectivo Factoría de Fuegos, proyecto artístico-cultural dedicado a dar apoyo a la creación y al desarrollo de las artes escénicas contemporáneas en Vitoria. Este colectivo es el encargado del Festival inTACTO, que nació en 2011 con el objetivo de acercar a Vitoria trabajos innovadores, con nuevos lenguajes escénicos de artistas y compañías locales y de otros ámbitos. Iara Solano ha sido directora general y artística en al menos ocho ediciones (2011-2018).
También ha sido coordinadora de las Jornadas Escénicas Injuve del Ministerio de Juventud e Infancia (2020 y 2021), artista asociada al Centro Condeduque de Madrid (2018-2020), al Teatro de la Abadía (2020-2022) y ha formado parte de la Comisión Artística del Corral de Comedias de Alcalá de Henares (2021-2022).
También ha formado parte de la Comisión que otorga residencias artísticas del Teatro Calderón "Horizontes" de Madrid (2023).

## Producción escénica, proyectos artísticos y escenificación
- Sleepwalk Collective, compañía fundada en 2006.[14]
- As The Flames Rose We Danced To The Sirens, The Sirens[15][16]
- Kourtney Kardashian.[17]
- Psychodrama, colaboración[5]
- Pandora Invite 2013.[18]
- Party, pieza de inmersión en la danza de beaches y arte sonoro (2016).[19]
- Factoría de Fuegos, proyecto que recoge los experimentos teatrales de varios grupos.[20]
- Bautismo, obra para el colectivo, la primera de una serie de piezas de inmersión (2021).[21][22]
- El otro lado, exposición colectiva que explora el inconsciente (Barcelona, 2023)[23]
- Swimming Pools, obra del colectivo Sleepwalk Collective, secuencia de monólogos íntimos, donde además de intérprete, se hace cargo de la escenografía.[24]

## Premios y nominaciones
- 2011. BE Festival de Birmingham, Mejor Actriz por el espectáculo Sirenes.[1][25]
- 2011. Skena Up Festival de Kosovo, Mejor Actriz por su As The Flames Rose We Danced To The Sirens, The Sirens.[1][4]
- 2019. Nominación de la compañía a los Premios OFF West End de Londres por la obra Kourtney Kardashian.[26]
- 2019. Premio a las Buenas Prácticas otorgado por el Ayuntamiento de Vitoria en el ámbito de creación y juventud.[26]
- 2022. Finalistas con Psychodrama, una colaboración con Christopher Brett Bailey en coproducción con el Centro Condeduque.[27]
- 2023. Premio Internacional S’Empatia Carlo Solinas, que otorga el espacio S’ALA de Sassari, Cerdeña, por su trayectoria artística con objetivos comunitarios.[1][26]